# All About Anna
 (octobre 2016).
Si vous disposez d'ouvrages ou d'articles de référence ou si vous connaissez des sites web de qualité traitant du thème abordé ici, merci de compléter l'article en donnant les références utiles à sa vérifiabilité et en les liant à la section « Notes et références ».
Pour plus de détails, voir Fiche technique et Distribution.
All About Anna est un film danois réalisé par Jessica Nilsson, sorti en 2005. Gry Bay, Mark Stevens (da) et l'actrice britannique Eileen Daly interprètent les rôles principaux. Le film est explicite dans son exploration des relations sexuelles. Il évite la classification pornographique grâce à l’absence de la présentation d’images en gros plan du contact d’organes génitaux. Ce film est déconseillé aux moins de 16 ans[Où ?].

## Synopsis
Anna (Gry Bay), une célibataire, cherche à maintenir une vie sexuelle active et évite les liaisons romantiques. Lorsqu’un ancien ami (Mark Stevens (da)) apparaît, elle se demande comment elle va réussir à préserver son indépendance émotive, et si cette indépendance est réellement ce qu'elle désire. En même temps, on lui offre un contrat de costumière dans un théâtre français, où les acteurs Pierre (Morten Schelbech) et Sophie (Ovidie) tentent de la séduire.

## Fiche technique
- Réalisation : Jessica Nilsson
- Scénario : Anya Aims et Loretta Fabiana
- Musique : M. Maurice Hawkesworth
- Photographie : Claus Lykke
- Montage : Martin Bernfeld
- Production : Marcella Linstad Dichmann
- Pays de production :  Danemark
- Langue originale : anglais
- Durée : 91 minutes (1 h 31)
- Date de sortie :
  - Danemark : 24 novembre 2005

## Distribution
- Gry Bay : Anna
- Adrian Bouchet (da) (sous le nom Mark Stevens) : Johan
- Eileen Daly : Camilla
- Thomas Raft : Frank
- Ovidie : Sophie
- Morten Schelbech : Pierre
- Thomas Lundy : Albert
- Seimi Nørregaard : Miss Olsen
- Patrick Agergaard : Directeur du Théâtre

## Autour du film
- Une coproduction entre Innocent Pictures et Zentropa, compagnie de Lars von Trier, All About Anna est le troisième film érotique de Zentropa pour femmes après Constance (1998) et Pink Prison (1999). Ces trois films sont produits selon les critères du Puzzy Power Manifesto établit par Zentropa en 1997.

- L’acteur, réalisateur, producteur, scénariste, écrivain et musicien canadien Thomas Lundy, connu pour ses courts métrages cultes diffusés sur Canal+ Nu non (Nude Not) et L’homme qui n’avait jamais d’amies (The Man Who Never Had a Girlfriend), joue le rôle d’Albert.

## Distinctions
- All About Anna est présenté au festival international de Zurich et à la Io, Isabella International Film Week.

- En 2006, All About Anna est nommé pour deux prix EroticLine : meilleure débutante internationale (Gry Bay) et meilleur acteur international (Mark Stevens).

- En 2007, le film gagne trois prix dans les Scandinavian Adult Awards, y compris meilleur film scandinave pour couples, meilleur acteur scandinave (Thomas Raft) et meilleur vedette scandinave de 2006 (Gry Bay).

- Le film est par ailleurs inclus dans la série De sexualités cinématographiques du XXIe siècle par Doc Films en collaboration avec le centre des études cinématographiques à l’université de Chicago.